# Jacques-Louis Lions
Pour les articles homonymes, voir Lions.
Jacques-Louis Lions, né le 2 mai 1928 à Grasse et mort le 17 mai 2001 à Neuilly-sur-Seine, est un mathématicien français.
Il a été membre de l'Académie des sciences.
Il a successivement été professeur dans plusieurs universités et à l’École polytechnique, ainsi qu’au Collège de France.
Ses travaux portèrent essentiellement sur la théorie des équations aux dérivées partielles et leurs applications, et notamment sur des problèmes variationnels, la théorie du contrôle et des systèmes d'inéquations aux dérivées partielles.
Il est le père du mathématicien Pierre-Louis Lions, professeur au Collège de France, lauréat de la médaille Fields en 1994.

## Biographie

### Origines et formation
Jacques-Louis Lions est le fils d'Honoré Lions (1897-1983), maire de Grasse de mai à octobre 1947, puis de 1959 à 1971.
Élève de l'École normale supérieure de la rue d'Ulm (1947 s), il est reçu premier à l'agrégation de mathématiques en 1950. 
Il prépare ensuite sa thèse (soutenue en 1955) sous la direction du mathématicien Laurent Schwartz, lequel avait été lauréat en 1950 de la médaille Fields.

### Carrière dans l’enseignement
Jacques-Louis Lions est successivement professeur :
- à la faculté des sciences de Nancy, de 1954 à 1963 (d’abord en tant que maître de conférences) ;
- à la faculté des sciences de Paris, de 1963 à 1972 ;
- d'analyse numérique à l’École polytechnique, de 1966 à 1986 ;
- au Collège de France, de 1973 à 1998.

### Carrière dans la recherche
Jacques-Louis Lions dirige le département informatique numérique de l'Institut de recherche en informatique et en automatique (IRIA), institut créé en 1967.
À la suite d'un remaniement interne à l'IRIA en 1972, il est nommé à la tête du Laboratoire de recherche d'informatique et d'automatique (Laboria) qui préfigure ce que deviendra l'Institut national de recherche en informatique et en automatique (Inria), dont il deviendra le premier président en 1979. 
Ce laboratoire a été un vivier pour des disciplines importantes (mathématiques appliquées, modélisation des systèmes, analyse numérique) à une période charnière pour l'informatique. Jacques-Louis Lions est élu à la présidence d'une commission du CNRS. Son approche est celle d'un mathématicien pur élaborant des méthodes applicables, et sollicitant les physiciens et les techniciens pour lui amener des problèmes intéressants à reformuler. Il a plutôt été un spécialiste d'analyse numérique et de modèles mathématiques en amont de l'informatique, plutôt qu'un « informaticien », puisqu'il n'a été l’auteur d’aucun programme.

### Académie des sciences
Jacques-Louis Lions est élu à l'Académie des sciences, section « Sciences mécaniques », en 1973. Son dynamisme a beaucoup fait pour le développement des mathématiques appliquées en France.

### Autres fonctions
Jacques-Louis Lions exerça également d'autres fonctions :
- président de l'Institut national de recherche en informatique et automatique (Inria) de 1979 à 1984 ;
- président du Centre national d'études spatiales (Cnes) de 1984 à 1992 ;
- président du conseil scientifique d’Électricité de France (EDF) ;
- président du conseil scientifique de la Météorologie nationale (1990);
- président de l'Union mathématique internationale (1991) ;
- président de la commission d'enquête sur l'accident de Vol 501 d'Ariane 5: rapport ici
- président de l'Académie des sciences, de 1997 à 1999.

### Récompenses
Jacques-Louis Lions gagna également de nombreux prix, dont la Conférence von Neumann en 1986, le prix japonais en mathématiques appliquées en 1991 et le prix Reid en 1998.

### Vie privée
Son fils, Pierre-Louis Lions, également éminent mathématicien, a notamment obtenu la médaille Fields en 1994 et actuellement professeur au Collège de France (nommé en 2002)